# Patrick Hunter
Patrick Edward Hunter (San Francisco, 24 ottobre 1964) è un ex giocatore di football americano statunitense che ha militato nel ruolo di linebacker nella National Football League (NFL).

## Carriera
Hunter fu scelto nel corso del terzo giro (68º assoluto) del Draft NFL 1986 dai Seattle Seahawks. Vi giocò per 10 stagioni e 120 partite, facendo registrare 14 intercetti in carriera, con un massimo di 4 nella stagione 1993. Chiuse l'esperienza nel football professionistico disputando 5 partite con gli Arizona Cardinals nel 1995.